# ジョウビタキ属
ジョウビタキ属（学名：Phoenicurus Forster）は、スズメ目・ツグミ科（ヒタキ科）に分類される鳥類の一属。

## 概要
アジア、ヨーロッパ、アフリカに分布している渡り鳥である。ジョウビタキは日本の市街地、農耕地、林縁などで冬によく見られる。ジョウビタキの鳴き声の打撃音が、火を焚くときの火打石を打ち合わせる音に似ていることから、「火焚き（ヒタキ）」の名が付いたとされる。和名のジョウ（尉）は銀髪を意味する。ツグミ科に分類される場合と、ヒタキ科に分類される場合がある。

## ジョウビタキ属の種
ジョウビタキ属には以下の種がある。

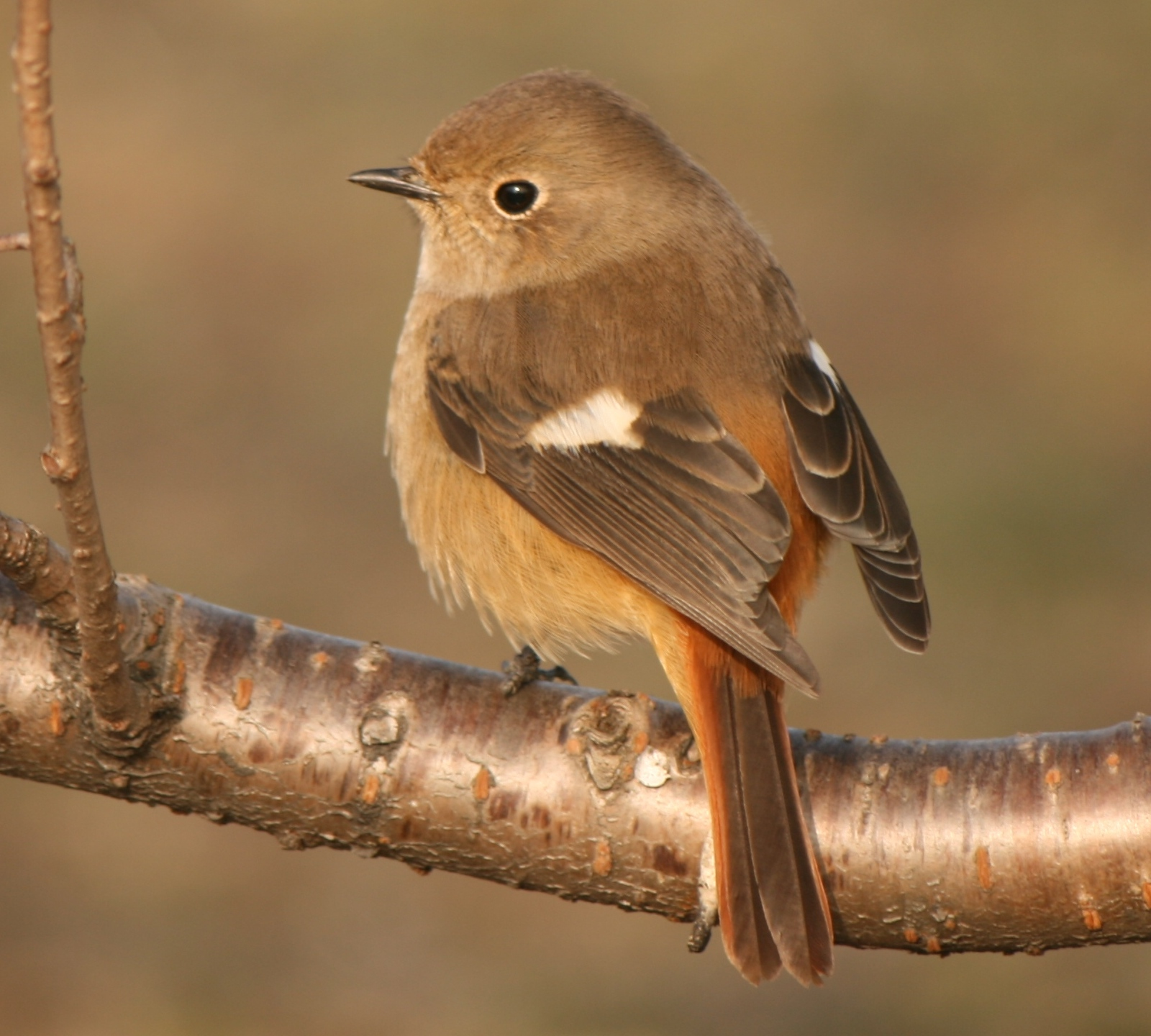
アカガオジョウビタキ P. alaschanicus
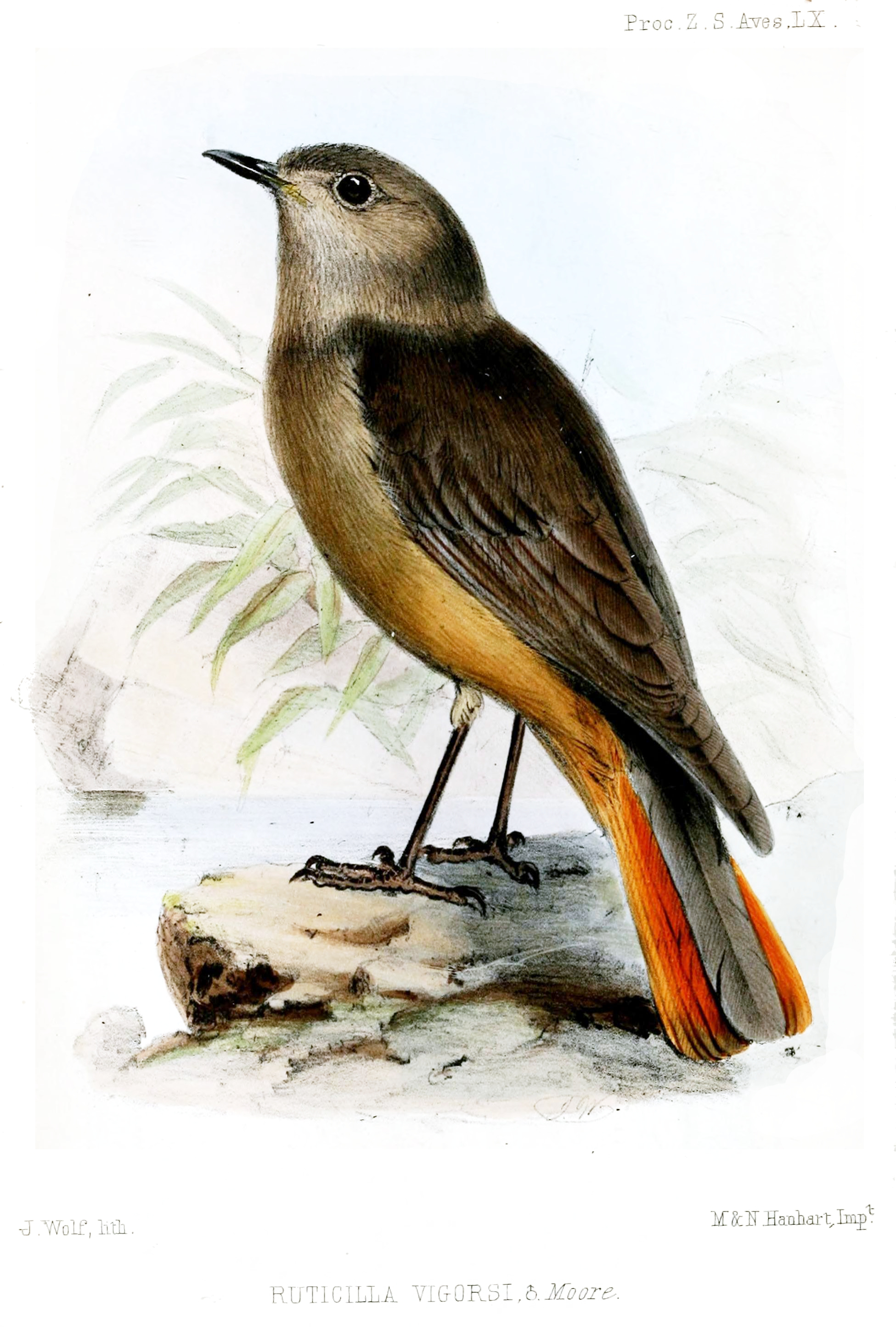
ジョウビタキ P. auroreus - 全長約15 cm。日本の全国で見られる冬鳥で、庭にもやってくることがある。黒とオレンジ色で、秋冬は雌雄とも単独で生活する[3][5]。
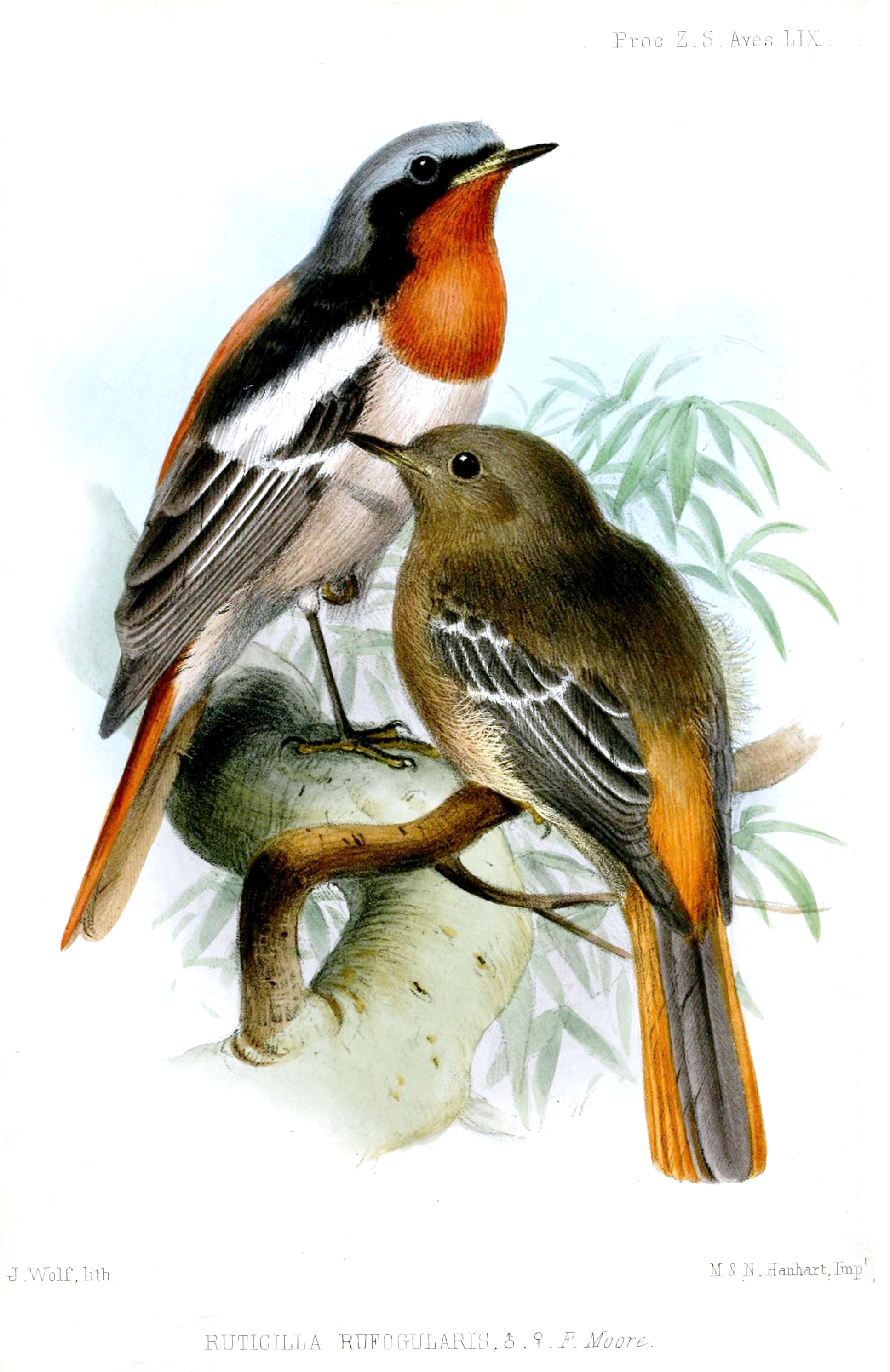
ズアオジョウビタキ P. caeruleocephala
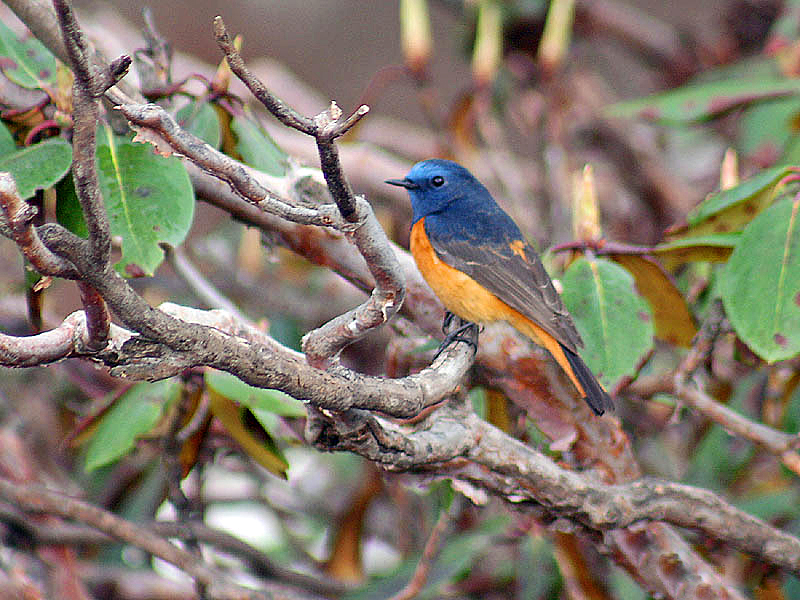
シロガシラジョウビタキ P. erythrogastrus
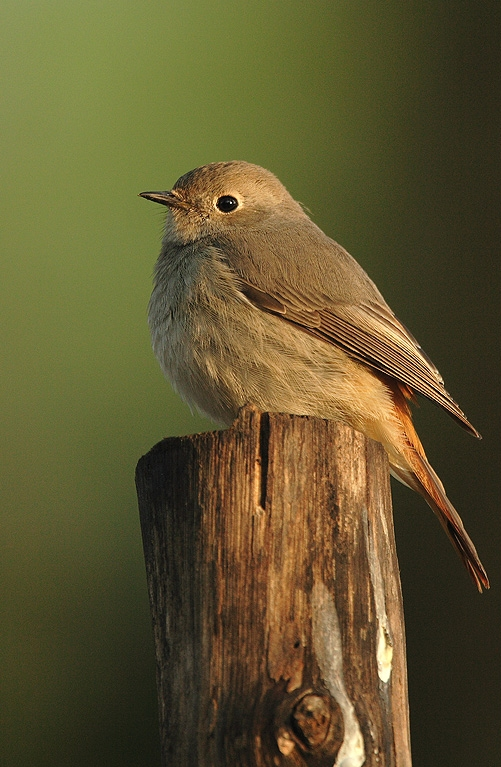
セアカジョウビタキ P. erythronotus
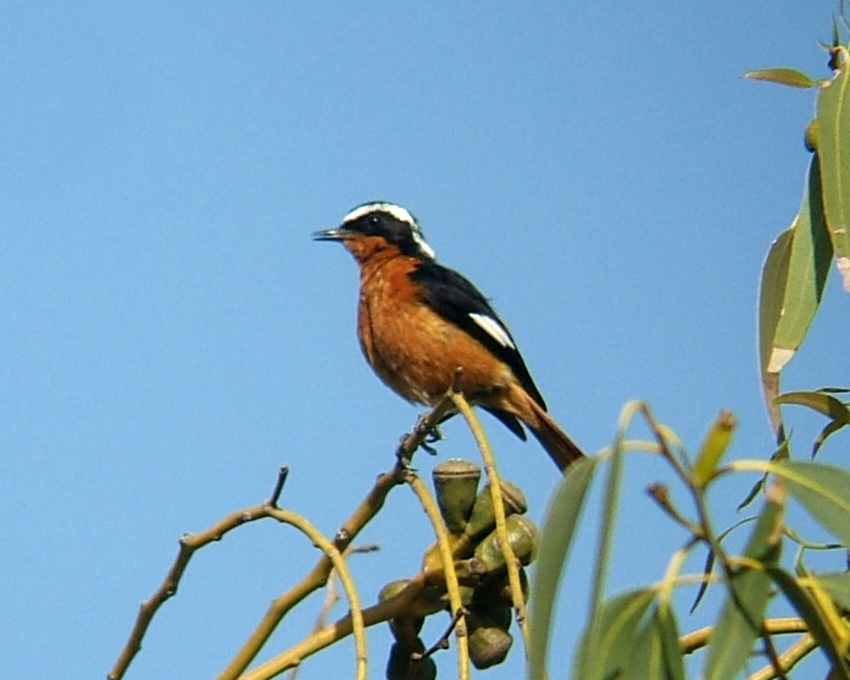
ルリビタイジョウビタキ P. frontalis
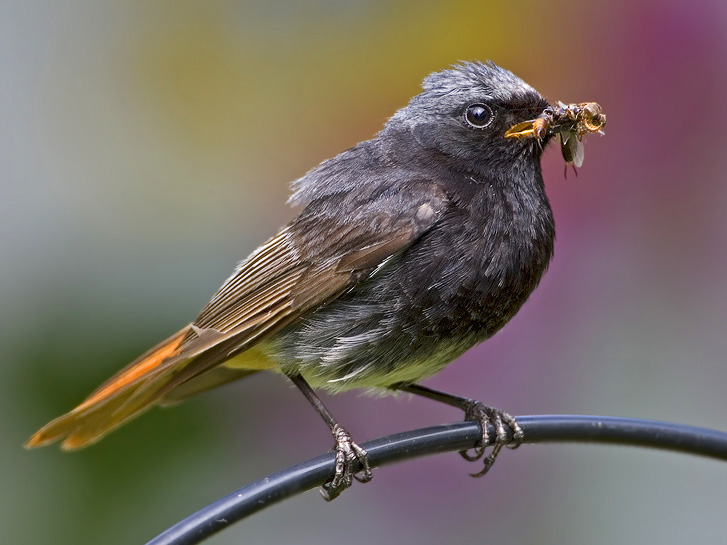
ハイバネジョウビタキ P. hodgsoni
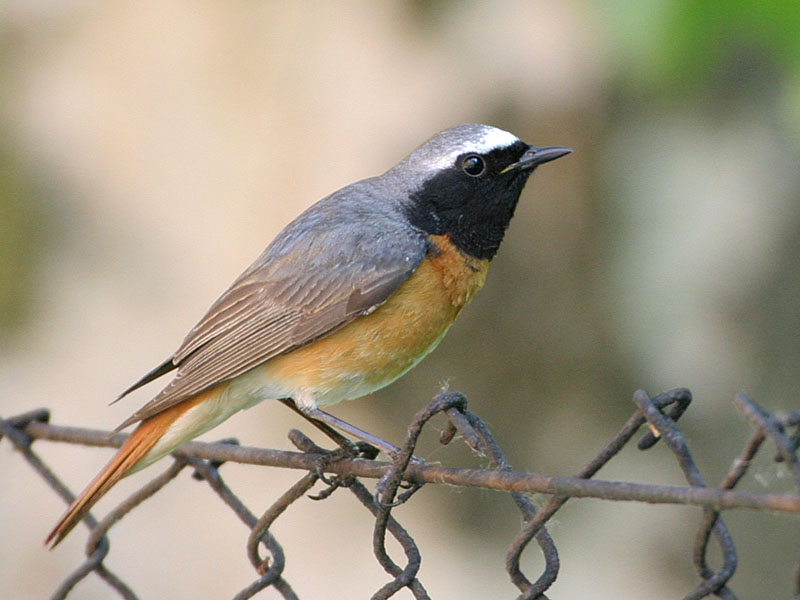
ハチマキジョウビタキ P. moussieri
- クロジョウビタキ P. ochruros
- シロビタイジョウビタキ P. phoenicurus
- ノドジロジョウビタキ P. schisticeps

- ジョウビタキ（メス）
P. auroreus
- シロガシラジョウビタキ
P. erythrogastrus
- セアカジョウビタキ
P. erythronotus
- ルリビタイジョウビタキ
P. frontalis
- ハイバネジョウビタキ（メス）
 P. hodgsoni
- ハチマキジョウビタキ（メス）
P. moussieri
- クロジョウビタキ
P. ochruros
- シロビタイジョウビタキ（オス）
P. phoenicurus

## 種の保全状況評価
国際自然保護連合（IUCN）により、軽度懸念（LC）の指定を受けているジョウビタキ属の種が多数ある。